# نادي نفيجيس لكرة السلة
نادي نفيجيس لكرة السلة (بالليتوانية: Krepšinio klubas Nevėžis)‏ هو فريق كرة سلة ليتواني للمحترفين تأسس في سنة 1992. يلعب في الدوري الليتواني لكرة السلة ودوري البلطيق لكرة السلة. فاز بكأس دوري البلطيق لكرة السلة في سنة 2013.

## وصلات خارجية
- الموقع الرسمي